# Tylotropidiopsis
Tylotropidiopsis là một chi châu chấu đơn loài thuộc họ Acrididae, chứa duy nhất một loài là Tylotropidiopsis abrepta, là loài đặc hữu của Việt Nam.
Orthoptera Species File không xếp loài này vào bất cứ phân họ nào, dù một số nguồn xếp chi này vào phân họ Eyprepocnemidinae.